# Schmalenberg (Naturschutzgebiet)
Das Naturschutzgebiet Schmalenberg liegt auf dem Gebiet der Gemeinden Kaisersbach und Rudersberg und der Stadt Welzheim im Rems-Murr-Kreis in Baden-Württemberg.
Das Gebiet erstreckt sich nordwestlich der Kernstadt Welzheim direkt östlich anschließend an das 42,0 ha große Naturschutzgebiet Wieslaufschlucht und Edenbachschlucht. Am westlichen Rand verläuft die Landesstraße L 1080 und östlich die L 1150. Unweit westlich fließt die Wieslauf, nördlich erstreckt sich das 42,6 ha große Naturschutzgebiet Strümpfelbachtal.

## Bedeutung
Für Kaisersbach, Rudersberg und Welzheim ist seit dem 23. Dezember 1975 ein 32,4 ha großes Gebiet unter der Kenn-Nummer 1.058 als Naturschutzgebiet ausgewiesen. Es handelt sich um naturnahen Buchen-Tannenwald. In der Mitte befinden sich teilweise geräumte Altbestände mit Buchenverjüngung, an den Hängen (Stubensandstein, Knollenmergel) sickerfeuchte Stellen mit Rühr-mich-nicht-an, Riesen-Schachtelhalm und Hänge-Segge.